# Rak jajowodu
Rak jajowodu (łac. carcinoma oviducti, ang. carcinoma of the fallopian tube) – rzadki nowotwór złośliwy wywodzący się z nabłonka jajowodu. Częściej niż pierwotny nowotwór jajowodu występuje naciek jajowodu przez raka jajnika lub proces nowotworowy błony śluzowej trzonu macicy. 

## Epidemiologia
Pierwotny rak jajowodu należy do najrzadszych i źle rokujących nowotworów żeńskich narządów płciowych. Szczyt zachorowań przypada na 6. dekadę życia. Częstość jego występowania wynosi 0,18–1,8% wszystkich nowotworów złośliwych narządu rodnego kobiet, zachorowalność ocenia się na około 3,6 przypadków/ 1 mln kobiet/rok. 

## Typy histologiczne
Najczęstszym typem raka jajowodu jest rak gruczołowy brodawkowaty (adenocarcinoma papilare). Inne typy raków: rak endometrioidalny, jasnokomórkowy, z nabłonka przejściowego, śluzowy, mieszany) są bardzo rzadkie. 

## Obraz kliniczny
Objawy w pierwotnym raku jajowodu są nieswoiste. Najczęściej pierwszym objawem jest patologiczne krwawienie z jamy macicy. W mniej niż 50% przypadków występuje klasyczna triada: ból, wodniste upławy i palpacyjny guz przydatków. U 70% pacjentek  z nowotworem złośliwym jajowodu stwierdza się pierwotną niepłodność.